# Liste der Biografien/Masu
Liste der Biografien |
Portal Biografien |
Personensuche
# |
A |
B |
C |
D |
E |
F |
G |
H |
I |
J |
K |
L |
M |
N |
O |
P |
Q |
R |
S |
T |
U |
V |
W |
X |
Y |
Z |
?
 
Ma |
Mb |
Mc |
Md |
Me |
Mf |
Mg |
Mh |
Mi |
Mj |
Mk |
Ml |
Mm |
Mn |
Mo |
Mp |
Mq |
Mr |
Ms |
Mt |
Mu |
Mv |
Mw |
Mx |
My |
Mz
 
Maa |
Mab |
Mac |
Mad |
Mae |
Maf |
Mag |
Mah |
Mai |
Maj |
Mak |
Mal |
Mam |
Man |
Mao |
Map |
Maq |
Mar |
Mas |
Mat |
Mau |
Mav |
Maw |
Max |
May |
Maz
 
Masa |
Masb |
Masc |
Masd |
Mase |
Masg |
Mash |
Masi |
Masj |
Mask |
Masl |
Masm |
Masn |
Maso |
Masp |
Masq |
Masr |
Mass |
Mast |
Masu |
Masv |
Masw |
Masy |
Masz
Die Liste der Biografien führt alle Personen auf, die in der deutschsprachigen Wikipedia einen Artikel haben. Dieses ist eine Teilliste mit 113 Einträgen von Personen, deren Namen mit den Buchstaben „Masu“ beginnt.

## Masu

### Masua
- Masuak, Gregg (* 1967), australischer Filmregisseur, Schauspieler, Musiker und Autor
- Masuaku, Arthur (* 1993), französischer Fußballspieler

### Masuc
- Masucci, Agostino (1690–1768), italienischer Historienmaler, Porträtmaler und Zeichner
- Masucci, Oliver (* 1968), deutscher SchauspielerOliver Masucci (* 1968)

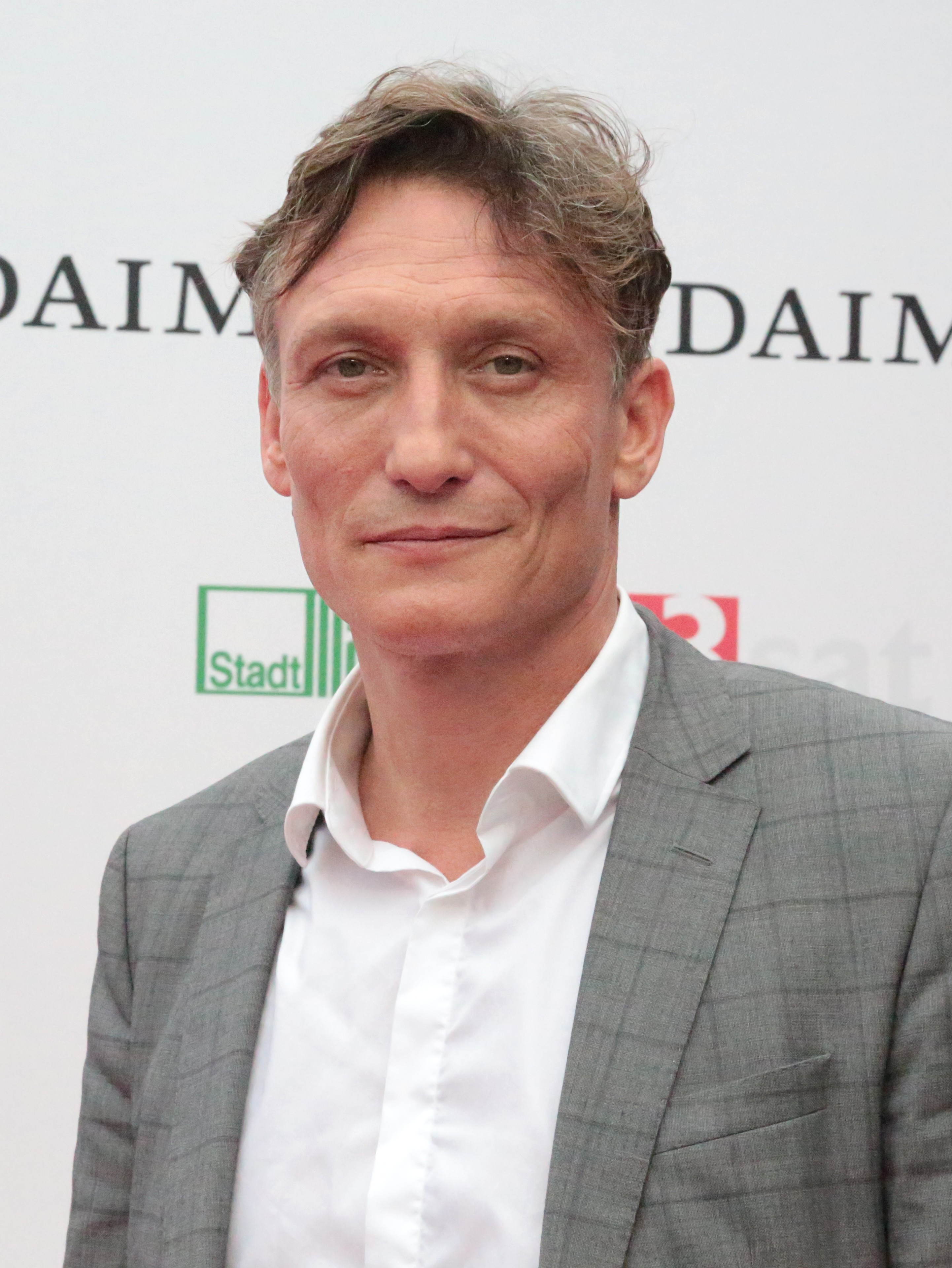
Oliver Masucci (* 1968)

- Masuccio Salernitano, italienischer Schriftsteller
- Masuccio, Natale (1568–1619), italienischer Architekt
- Masuch, Bettina (* 1964), deutsche Dramaturgin und Theaterleiterin sowie designierte Künstlerische Leiterin des Festspielhaus St. Pölten
- Masuch, Daniel (* 1977), deutscher Fußballtorwart
- Masuch, Gerhard (* 1938), deutscher Techniker und Politiker (CDU), MdVK
- Masuch, Hartwig (* 1954), deutscher Musikmanager und ehemaliger Musikproduzent
- Masuch, Herbert (* 1929), deutscher Evangelist, Buchautor und Dichter
- Masuch, Joachim (* 1950), deutscher Fußballfunktionär
- Masuch, Peter (* 1951), deutscher Jurist
- Masuch, Sarah (* 1978), deutsche Film-, Fernseh- und Theaterschauspielerin

### Masud
- Masud Beg († 1289), mongolischer Statthalter in Mittelasien
- Mas'ud I. († 1156), Sultan von Rum
- Masud I. von Ghazni (998–1041), Herrscher der Ghaznawiden-Dynastie
- Mas'ud ibn Muhammad († 1152), Seldschuken-Sultan im westlichen Persien und im Gebiet des heutigen Irak
- Mas'ud II., Sultan von Rum
- Masud, Mahdi, pakistanischer Diplomat
- Masud, Tareque († 2011), bangladeschischer Filmregisseur
- Masuda, Chikashi (* 1985), japanischer Fußballspieler
- Masuda, Hiroya (* 1951), japanischer Politiker
- Masuda, Ichirō (* 1933), japanischer Jazzmusiker (Vibraphon)
- Masuda, Iwao (* 1914), japanischer Sprinter
- Masuda, Jun’ichi (* 1968), japanischer Videospiel-Komponist, Spieleentwickler, Spieleprogrammierer und SpieledesignerJun’ichi Masuda (* 1968)

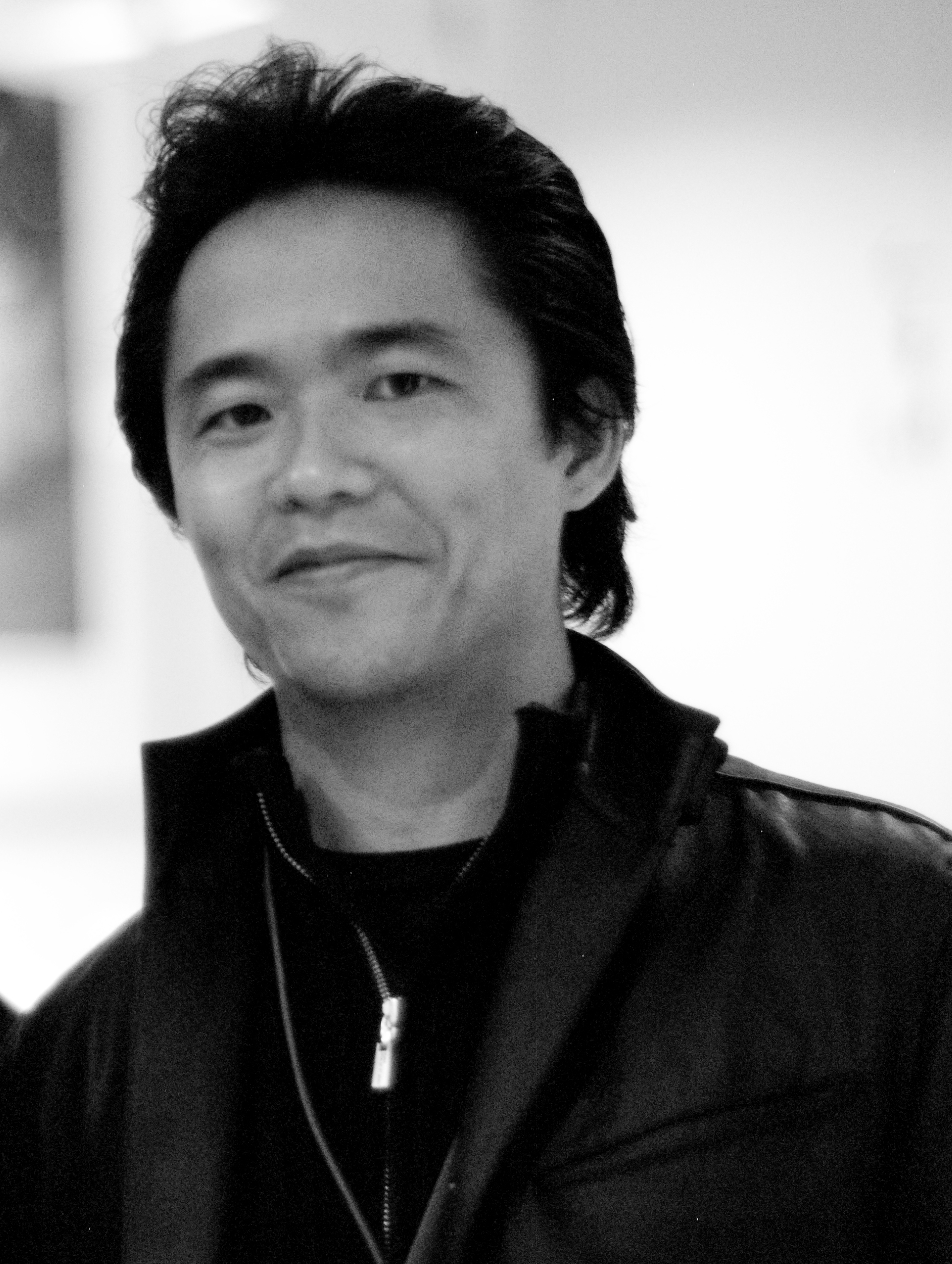
Jun’ichi Masuda (* 1968)

- Masuda, Kaneshichi (1898–1985), japanischer Politiker
- Masuda, Keita (* 1979), japanischer Badmintonspieler
- Masuda, Kento (* 1973), japanischer Musiker
- Masuda, Kōsaku (* 1976), japanischer Fußballspieler
- Masuda, Mikio (* 1949), japanischer Jazzmusiker
- Masuda, Mizuko (* 1948), japanische Schriftstellerin
- Masuda, Nariyuki (* 1983), japanischer Radrennfahrer
- Masuda, Shigeto (* 1992), japanischer Fußballspieler
- Masuda, Shirō (1908–1997), japanischer Historiker
- Masuda, Shunji (* 1998), japanischer Fußballspieler
- Masuda, Tadatoshi (* 1973), japanischer Fußballspieler
- Masuda, Takashi (1848–1938), japanischer Unternehmer
- Masuda, Takuya (* 1989), japanischer Fußballspieler
- Masuda, Toshio (* 1959), japanischer Komponist
- Masuda, Yūtarō (* 1985), japanischer Fußballspieler
- Masudi, Alain (* 1978), kongolesischer Fußballspieler

### Masug
- Masugi, Shizue (1901–1955), japanische Schriftstellerin

### Masuh
- Masuhr, Dieter (1938–2015), deutscher Maler, Schriftsteller, Typograf und Übersetzer
- Masuhr, Karl F. (* 1939), deutscher Neurologe, Psychiater und Buchautor

### Masui
- Masui, Ken (* 2001), japanischer Fußballspieler
- Masui, Mitsuko (1937–2010), japanische Veterinärmedizinerin
- Masui, Yoshio (1930–2024), japanischer Zellbiologe

### Masuj
- Masuji, Yōjirō (1896–1945), japanischer Wirtschaftswissenschaftler

### Masuk
- Masuka, Dorothy (1935–2019), südafrikanische Sängerin
- Masukake, Yūgo (* 2003), japanischer Fußballspieler
- Masukawa, Takahiro (* 1979), japanischer Fußballspieler
- Masukawa, Toshihide (1940–2021), japanischer Physiker
- Masuko, Yoshihiro (* 1987), japanischer Fußballspieler
- Masuku, Themba (* 1950), eswatinischer Politiker, Premierminister von Eswatini

### Masul
- Masula, Michael (* 1968), deutscher Theater- und Filmschauspieler und Ensemblemitglied des Wiener Burgtheaters
- Masullo, Francesco Paolo (1679–1733), italienischer Soprankastrat und Kapellmeister
- Masullo, Marisa (* 1959), italienische Sprinterin

### Masum
- Masum, Fuad (* 1938), irakischer PolitikerFuad Masum (* 1938)

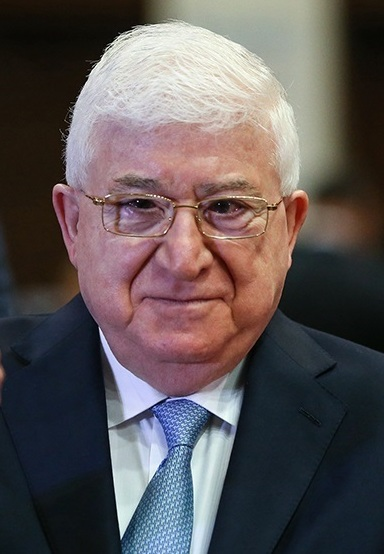
Fuad Masum (* 1938)

- Masumi, Sachiko (* 1984), japanische Leichtathletin
- Masumo, Takae (* 1976), japanische Badmintonspielerin
- Masumoto, Hakaru (1895–1987), japanischer Metallurg
- Masumoto, Yorikane (* 1941), japanischer Politiker, Bürgermeister von Kyōto
- Masumura, Yasuzō (1924–1986), japanischer Regisseur

### Masun
- Masuna, König der Mauren
- Masunaga, Shizuto (1925–1981), japanischer Shiatsu-Praktikter und Buchautor
- Masunin, Jewgeni (* 1981), kasachischer Eishockeyspieler
- Masunina, Tatjana (* 1980), kasachische Biathletin
- Masuno, Shunmyo (* 1953), japanischer Zen-Mönch
- Masunobu, Tanaka, japanischer Holzschnittkünstler der Edo-Zeit
- Masunow, Andrei Wjatscheslawowitsch (* 1967), sowjetischer Tischtennisspieler
- Masunow, Dmitri Wjatscheslawowitsch (* 1971), russischer Tischtennisspieler

### Masuo
- Masuo, Yoshiaki (* 1946), japanischer Jazzmusiker
- Masuoka, Fujio (* 1943), japanischer Erfinder
- Masuoka, Hiroshi (* 1960), japanischer Rallye-Raid-Fahrer

### Masup
- Masupha, Senate Barbara (* 1977), lesothische Diplomatin und Botschafterin

### Masur
- Masur, Alexander Grigorjewitsch (1913–2005), sowjetischer Ringer
- Masur, Carolin (* 1966), deutsche Opernsängerin (Mezzosopran) und Moderatorin
- Masur, Daniel (* 1994), deutscher TennisspielerDaniel Masur (* 1994)

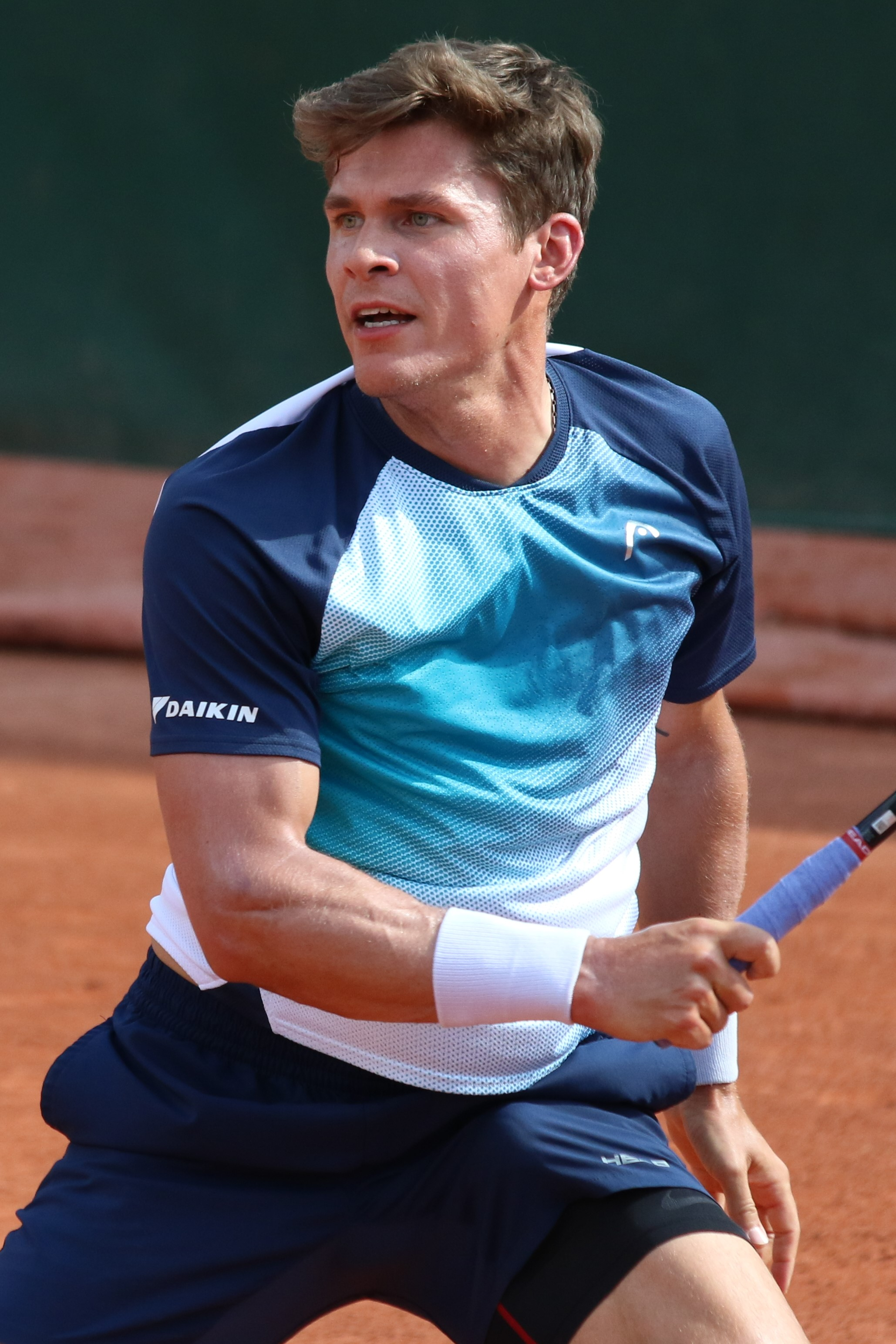
Daniel Masur (* 1994)

- Masur, Dsjanis (* 2000), belarussischer Radrennfahrer
- Masur, Erich (1886–1963), deutscher Jurist
- Masur, Gerhard (1901–1975), deutschamerikanischer Historiker
- Masur, Harold Q. (1909–2005), US-amerikanischer Jurist und Schriftsteller
- Masur, Howard (* 1949), US-amerikanischer Mathematiker
- Masur, Ken-David (* 1977), deutsch-US-amerikanischer Dirigent
- Masur, Kurt (1927–2015), deutscher DirigentKurt Masur (1927–2015)

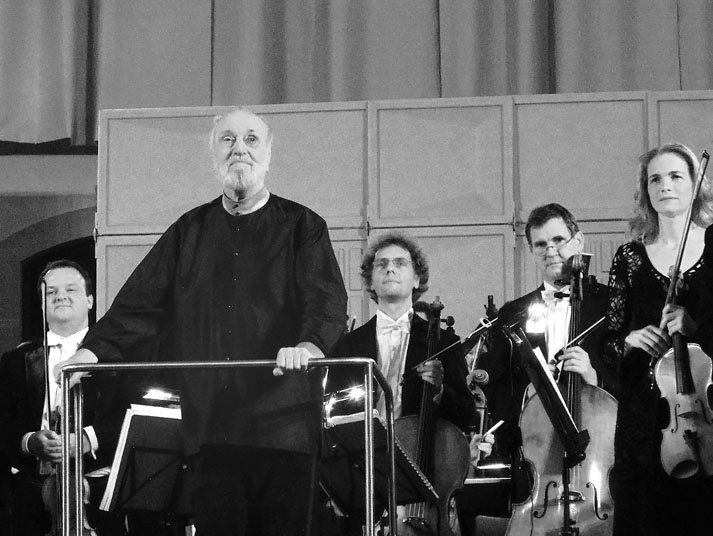
Kurt Masur (1927–2015)

- Masur, Norbert (1901–1971), schwedischer Unterhändler des Jüdischen Weltkongresses
- Masur, Richard (* 1948), US-amerikanischer Schauspieler
- Masur, Stephan (* 1971), deutscher Artist und Komiker
- Masur, Wadym (* 1998), ukrainischer Eishockeyspieler
- Masur, Wally (* 1963), australischer Tennisspieler
- Masur, Wladyslaw (* 1996), ukrainischer Weitspringer
- Masurath, Jutta Ina (* 1962), deutsche Schauspielerin
- Masure, Bruno (* 1947), französischer Journalist, Nachrichtensprecher und Schriftsteller
- Masure, Geoffroy de (* 1969), französischer Jazzmusiker (Posaune, Komposition)
- Masurel, Jean (1908–1991), französischer Industrieller und Kunstsammler
- Masurenko, Tatjana (* 1965), deutsche Bratschistin russischer Abstammung
- Masures, Louis Des (1515–1574), französischer und neulateinischer Schriftsteller und Übersetzer
- Masuronak, Wolha (* 1989), belarussische Langstreckenläuferin
- Masurovsky, Gregory (1929–2009), US-amerikanischer Zeichner und Grafiker
- Masurow, Kirill Trofimowitsch (1914–1989), russischer und belarussischer Politiker
- Masursky, Harold (1922–1990), US-amerikanischer Geologe und Astronom
- Masurtschuk, Dmytro (* 1999), ukrainischer Nordischer Kombinierer
- Masuryk, Maksym (* 1983), ukrainischer Stabhochspringer

### Masus
- Masus, Menachem (* 1955), israelischer Jurist und Generalstaatsanwalt
- Masushima, Tatsuya (* 1985), japanischer Fußballspieler

### Masut
- Masutani, Kōsuke (* 1993), japanischer Fußballspieler
- Masutani, Shūji (1888–1973), japanischer Politiker

### Masuy
- Masuya, Rika (* 1995), japanische Fußballspielerin
- Masuyama, Asahi (* 1997), japanischer Fußballspieler
- Masuyama, Hiroyuki (* 1968), japanischer Maler, Bildhauer und Fotograf
- Masuyama, Tsukasa (* 1990), japanischer Fußballspieler

### Masuz
- Masuzoe, Yōichi (* 1947), japanischer Minister für Gesundheit und Arbeit